# Malá Hleďsebe
Malá Hleďsebe (németül Kleinsichdichfür) Velká Hleďsebe településrésze Csehországban a Karlovy Vary-i kerület Chebi járásában. Központi községétől 2 km-re délnyugatra fekszik. Korábban önálló község volt. A 2001-es népszámlálás szerint 22 lakosa van. Lakóházainak száma mindössze 16. Területe 0,89 km².

## Fordítás
- Ez a szócikk részben vagy egészben a Malá Hleďsebe című cseh Wikipédia-szócikk ezen változatának fordításán alapul.  Az eredeti cikk szerkesztőit annak laptörténete sorolja fel. Ez a jelzés csupán a megfogalmazás eredetét és a szerzői jogokat jelzi, nem szolgál a cikkben szereplő információk forrásmegjelöléseként.